# Edward B. Koster

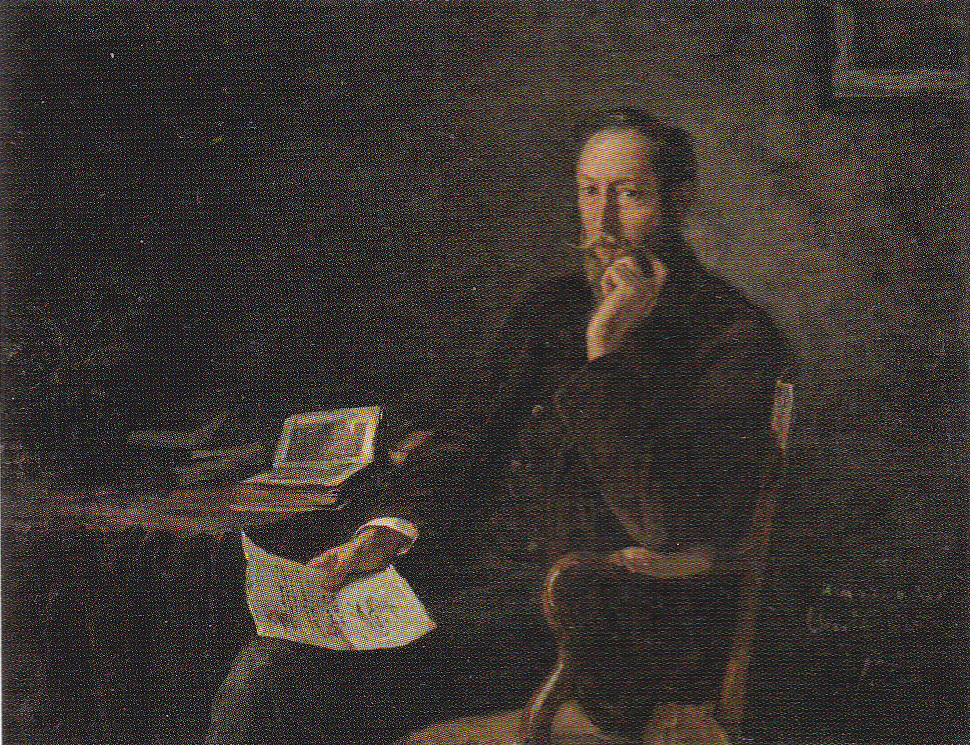
Edward B. Koster (1905)

Edward Bernard Koster, född 14 september 1861 i London, död 3 juli 1937 i Haag, var en nederländsk författare.
Koster promoverades till filosofie doktor vid universitetet i Leiden och blev 1896 redaktör för den kritiska veckoskriften "De nederlandsche Spectator". Han författade diktsamlingarna Gedichten (1888) och Liefde's dageraad (1890), den betydande episka dikten Niobe (1893), Natuurindrukken en -stemmingen (1895), Tonen en tinten (1900) och utgav de kritiska samlingarna Over navolging en overeenkomst in de literatuur (1904) samt Werk (I–III, 1905).  År 1902 började han översätta William Shakespeare i avsikt att åstadkomma en fullständig nederländsk upplaga av hans verk.